# 三井山ノ上倶楽部
三井山ノ上倶楽部（みついやまのうえくらぶ）は、福岡県大牟田市山上町に存在していた建造物であり、三井倶楽部や炭鉱倶楽部、三池炭坑クラブとも呼ばれていた。

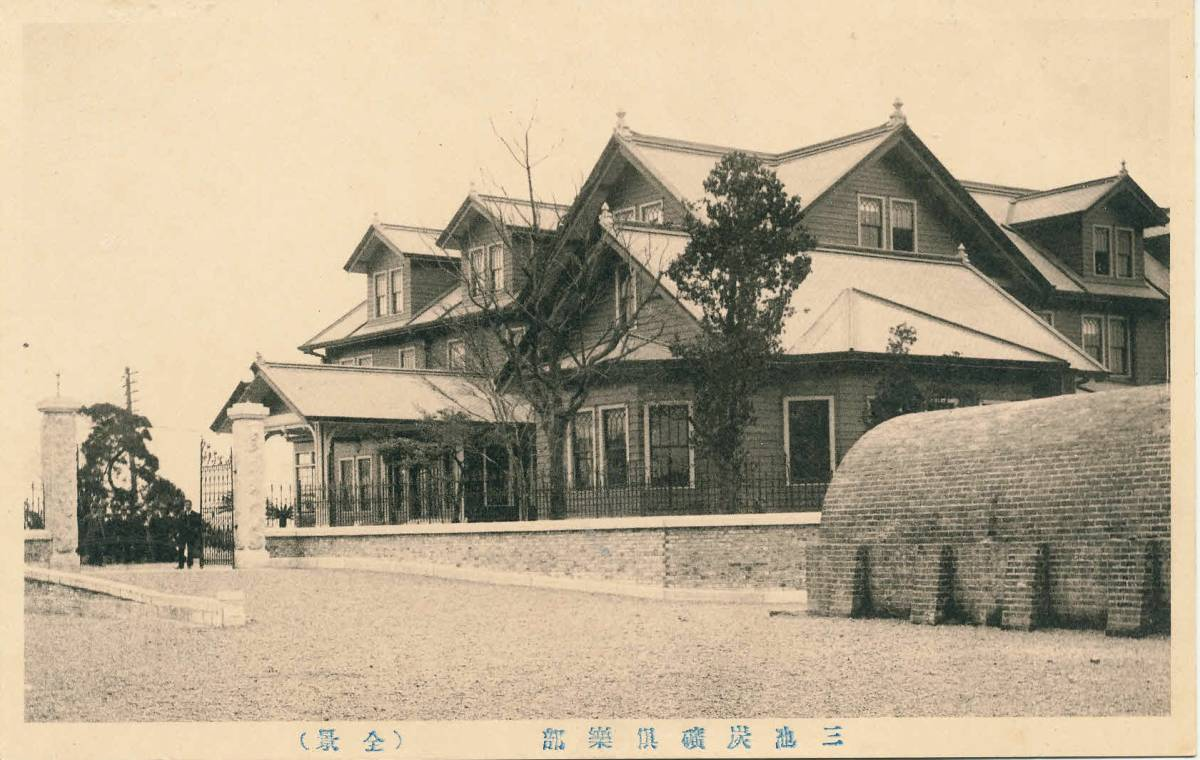
三井山之上倶楽部 絵葉書より

## 概要
開設当時は官営時代の三井三池炭鉱の炭山の来賓応接所として鉱山支局長官側に設けられた接賓室であった。三井財閥の社交倶楽部であるとともに、三井港倶楽部と並んだ、大牟田市の来訪賓客の最高の宿泊所や接待所、あるいは旧皇族を始め、政財界人の迎賓館として広く利用された。
設計、建築は当時米国から帰朝したばかりの小笹工務所長の小笹三郎であった。その概略はツーバイフォー建築で、コンクリート基礎、木造三階建、アスベストスレート葺、二百三十四坪余、他に倉庫、便所、温室、ボーイ室など。ドアは米国より輸入。屋敷の西側は高い石垣を築き、通称山ノ上倶楽部の呼び名にふさわしく華麗瀟洒な洋館は街を見下ろす位置にあり、その景観は大牟田名所のひとつであった。社員との交流を深めるためにビリヤードルームでの大会が開かれたこともあった。
應接間にはマントルピースを構え、「清香満堂楽暮」(伊藤博文の書)と「唯心法界」(中島？)と書かれた扁額があった。

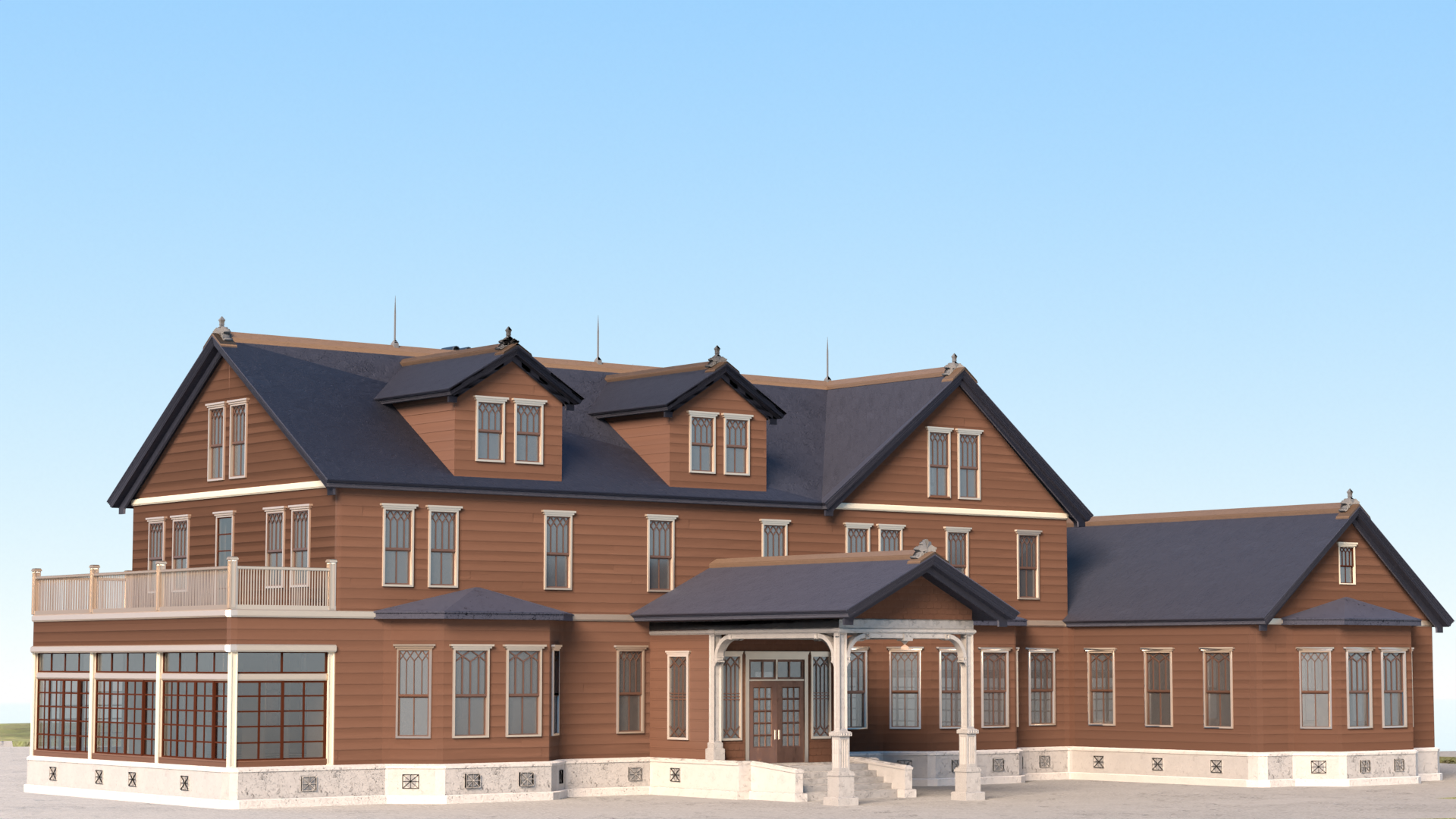
三井山之上倶楽部の復元CG

戦後、跡地は空き地であったが野球場や公園として整備されたのち、宅地化が進みアパートや駐車場になっている。西側の石垣や銀杏の木が現存している。

## 周辺
- 金比羅神社、恵比寿神社、平田大明神、泉井跡
- 五月橋、旭橋、泉橋
- 團琢磨邸宅跡
- 三井医院跡
- 展望閣跡

## 沿革
- 1885年（明治18年） - 三池炭山の来賓応接所として接賓室が開設。
- 1889年（明治22年） - 三池炭鉱の払下げ後に会社所有となり接待所と称される。
- 1908年（明治41年） - 三井倶楽部と改称。更に炭鉱倶楽部と改称。
- 1912年（明治45年-大正元年）2月9日 - 火災にあい全焼。
- 1912年（大正元年） - 設計・施工を小笹工務所長の小笹三郎に依頼。
- 1913年（大正2年）3月19日 - 三井山ノ上倶楽部 開館。中華民国孫逸仙一行が来山。
- 1917年（大正6年）5月26日 - 朝香宮 鳩彦王、山の上倶楽部に宿泊。同年9月27日 北白川宮 成久王が宿泊。
- 1926年（大正15年-昭和元年）11月12日 - 賀陽宮 恒憲王が来山し二泊。
- 1936年（昭和11年）9月27日 - 梨本宮 守正王が防空訓練状況及び工場視察のため一泊。同年10月2日 久邇宮 朝融王が工場視察で一泊。
- 1937年（昭和12年）6月18日 - 東久邇宮 稔彦王が工場視察。
- 1938年（昭和13年）10月5日 - 朝香宮 鳩彦王が工場鉱山視察で一泊。
- 1945年（昭和20年）7月27日 - 大牟田空襲により全焼。
- 1946年（昭和21年） - 二代目山ノ上倶楽部が炭鉱幹部の社宅を移築して南側に移転。平成初期まで現存していた。